# Дистрикт Радом

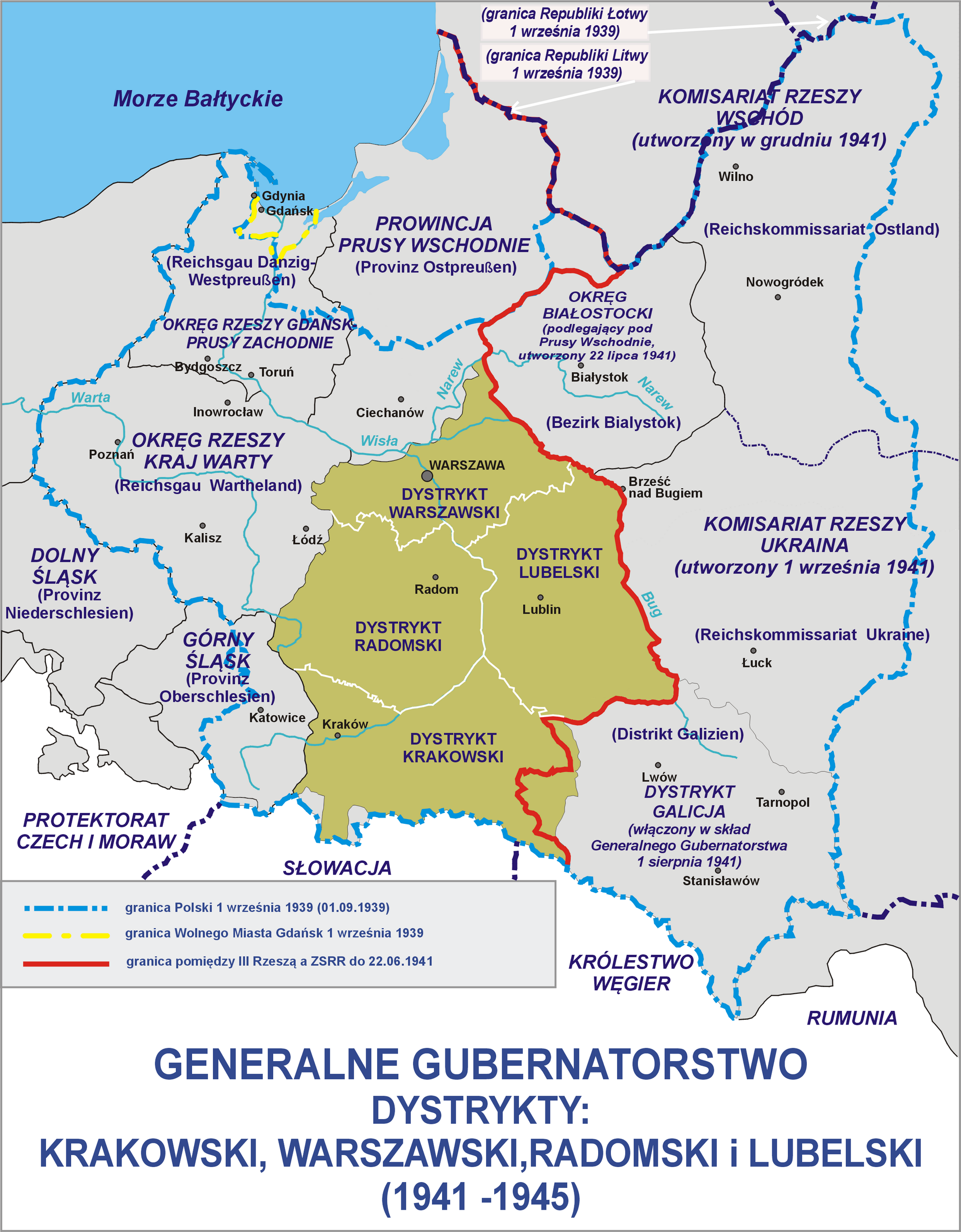
Дистрикти Краків, Варшава, Радом і Люблін 1941–1945 років

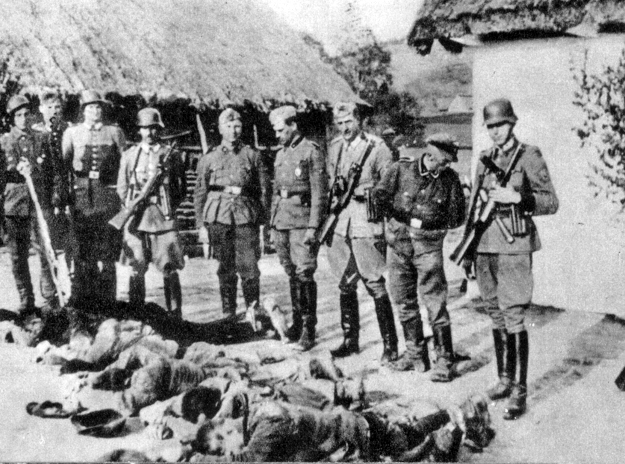
Польські селяни — жертви нацистських злодіянь на Радомщині у 1943 р.

Дистри́кт Радом (нім. Distrikt Radom, пол. Dystrykt radomski) — адміністративно-територіальна одиниця Генерального губернаторства з 26 жовтня 1939 до 16 січня 1945. Займав площу 24 431 км².
У період після знищення єврейського населення в Радомському дистрикті проживали 2 млн 387 тис осіб польської національності.

## Керівництво

### Губернатори дистрикту
- Карл фон Ляш (26 жовтня 1939 — липень 1941)
- Ернст Кундт (серпень 1941 — 16 січня 1945)[3]

### Начальники поліції і СС
- Фріц Катцман (30 листопада 1939 — 8 серпня 1941)
- Карл Оберг (8 серпня 1941 — 12 травня 1942)[3]
- Герберт Бетхер (нім. Herbert Böttcher; 12 травня 1942 — січень 1945)[3]

## Адміністративно-територіальний поділ
Дистрикт поділявся на 10 округ (повітів), окрім яких були ще три виділені міста (нім. kreisfreie Städte): Радом, Ченстохова і Кельці. У межах дистрикту були 34 міста і 302 гміни. 
- Буський повіт (Landkreis Busko)
- Єнджеювський повіт (Landkreis Jedrzejow)
- Келецький повіт (Landkreis Kielce-Land)
- Конецький повіт (Landkreis Konskie)
- Опатовський повіт (Landkreis Opatow)
- Радомський повіт (Landkreis Radom-Land)
- Радомщанський повіт (Landkreis Radomsko)
- Стараховицький повіт (Landkreis Starachowice)
- Пйотрковський повіт (Landkreis Petrikau)
- Томашівсько-Мазовецький повіт (Landkreis Tomaschow-Mazowiecki)